# Мазыки
Мазыки — деревня в Хиславичском районе Смоленской области России. Входит в состав Кожуховичского сельского поселения. Население — 64 жителя (2007 год). 
Расположена в юго-западной части области в 15 км к юго-западу от Хиславичей, в 47 км западнее автодороги А141 Орёл — Витебск. В 47 км восточнее деревни расположена железнодорожная станция Стодолище на линии Смоленск — Рославль.

## История
В начале 19 в. была сооружена деревянная  церковь Святого Духа, построенная в стиле белорусской архитектуры.
В годы Великой Отечественной войны деревня была оккупирована гитлеровскими войсками в июле 1941 года, освобождена в сентябре 1943 года.